# Rivarennes (Indre-et-Loire)
Rivarennes ist eine französische Gemeinde mit 988 Einwohnern (Stand: 1. Januar 2022) im Département Indre-et-Loire in der Region Centre-Val de Loire. Sie gehört zum Arrondissement Tours und zum Kanton Chinon. Die Einwohner werden Rivarennais genannt.

## Geographie
Rivarennes liegt in der Touraine an der Indre, die die nördliche Gemeindegrenze bildet. Umgeben wird Rivarennes von den Nachbargemeinden Bréhémont im Norden, Azay-le-Rideau im Osten, Panzoult im Süden und Südosten, Cravant-les-Côteaux im Süden, Saint-Benoît-la-Forêt im Westen und Südwesten sowie Rigny-Ussé im Westen.

## Bevölkerungsentwicklung
| Jahr                       | 1962 | 1968 | 1975 | 1982 | 1990 | 1999 | 2006 | 2018 |
| Einwohner                  | 674  | 725  | 723  | 687  | 712  | 713  | 802  | 996  |
| Quellen: Cassini und INSEE |      |      |      |      |      |      |      |      |

## Sehenswürdigkeiten
- Kirche Saint-Pierre aus dem 11. Jahrhundert
- Poire Tapee-Museum (sog. Poiré Tapée, "geklopfte Birnen", im Backofen getrocknete Birnen, ortstypische Spezialität)

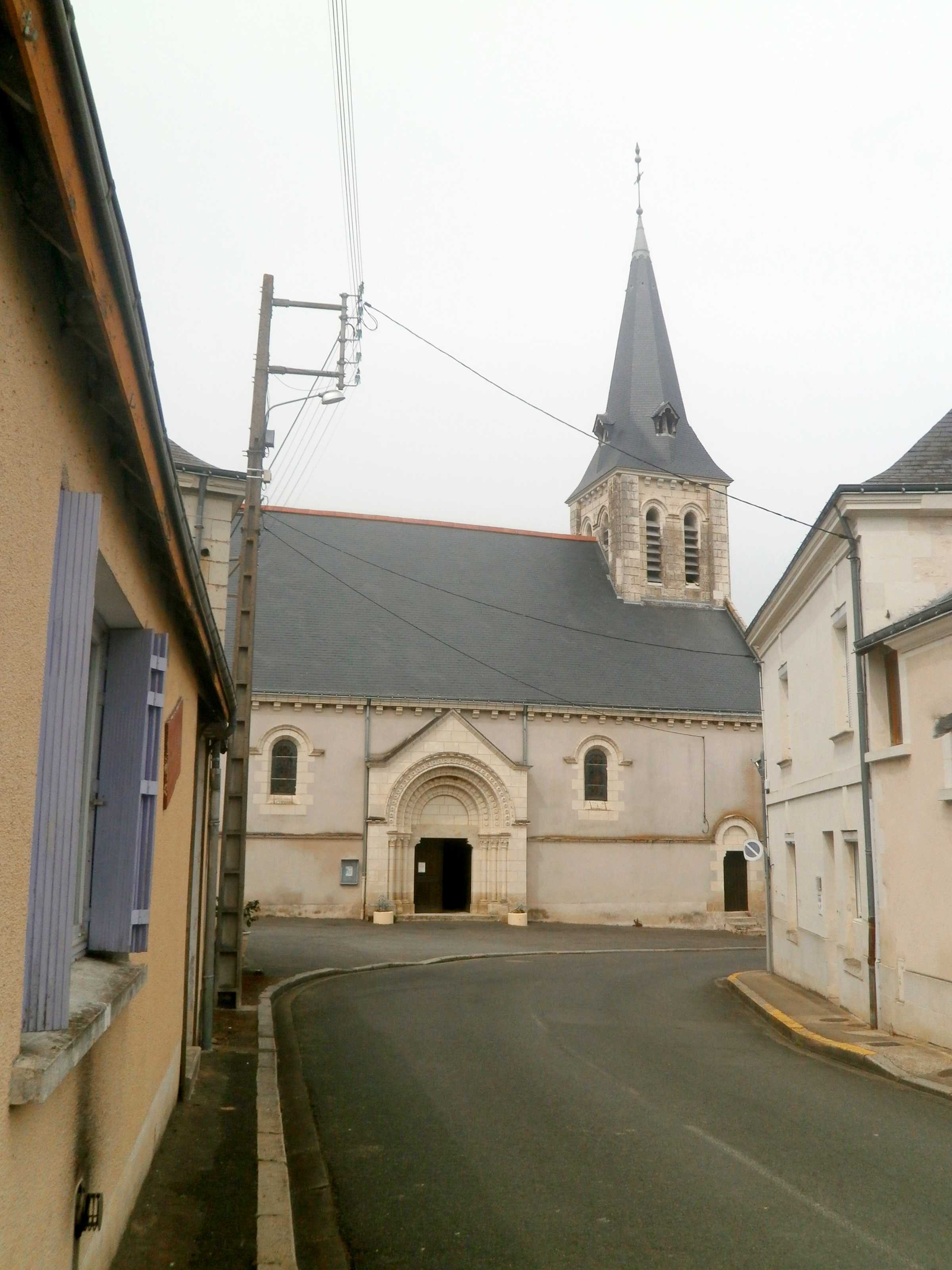
Kirche Saint-Pierre